# Іронія долі
«Іро́нія до́лі, або́ З легко́ю па́рою!» (рос. «Ирония судьбы, или С лёгким паром!») — російський радянський двосерійний художній фільм 1975 року. Поєднує елементи ексцентричної кінокомедії та романтичної драми. Прем'єра відбулася 1 січня 1976 року по Центральне телебачення Держтелерадіо СРСР. В Україні у 1991—2015 роках та востаннє у 2017—2018 роках фільм транслювався на телеканалах: Перший національний, 1+1, Інтер, Новий канал та СТБ.
Аудиторія першого показу оцінюється в 100 мільйонів глядачів; вже 7 лютого фільм повторили на численні прохання глядачів. До 1978 року, згідно з думкою Федора Раззакова, фільм «по ТБ подивилися близько 250 мільйонів чоловік». Фільм в скороченому вигляді йшов і в кінотеатрах, і в такому вигляді його подивилися близько 7 мільйонів глядачів. У 1977 році був удостоєний Державної премії СРСР. Згодом показ фільму 31 грудня по телебаченню став традицією.

## Історія
У 1971 році в радянських театрах йде вистава «Одного разу новорічної ночі», який після чотирьох років вийде в кінематографічному варіанті під назвою «Іронія долі». Природно, що спектакль-прототип набагато коротший за фільм, але загальний сюжет у них той самий. До сьогодні[коли?], за традицією, цей фільм щороку в новорічні свята показують на телеканалах країн колишнього СРСР.
Восени 1975 року народження, незадовго до офіційної телевізійної прем'єри, фільм подивилися телеглядачі Грузії в рамках програми Всесоюзного фестивалю телевізійних фільмів (що проходив в Тбілісі), на якому картина зайняла перше місце. З «Іронії долі» в творчості Рязанова почався період фільмів, в яких з'єднуються комічне і серйозне. Такі фільми наближаються до мелодрами і навіть до трагікомедії (попередником цього періоду, на думку режисера[джерело?], є фільм «Бережись автомобіля»).

### Новелізація
Існує новелізація (драма з розгорнутими ремарками) «Іронії долі», яка опублікована в складі різних збірок з новелізації фільмів Ельдара Рязанова. Вона несуттєво відрізняється від фільму.

## Сюжет
Фільм починається з мультиплікації про однакові будинки (режисер і художник Віталій Пєсков).
Московський лікар Женя Лукашин готується зустріти Новий рік зі своєю нареченою Галею у квартирі за адресою 3-я вулиця Будівельників, будинок 25, квартира 12, куди Женя з мамою переїхали напередодні. Під деяким тиском Галі Женя, закоренілий 36-річний холостяк, готується зробити їй пропозицію в новорічну ніч. При цьому він розповідає Галі про те, що колись вже збирався одружитися, але втік від нареченої в Ленінград. Галя говорить Жені, що його мамі слід приготувати все до зустрічі Нового року і піти до сусідки, а також відмовитися від візиту його друзів — сім'ї Катанян. Згодом Галя одна зустрічає святковий бій курантів у порожній квартирі.
Перед зустріччю Нового року Женя за давно сформованою традицією вирушає з трьома друзями (Павлик, Саша і Міша) до лазні. У лазні друзі неабияк випивають і, перед тим як розійтися, прямують в аеропорт, звідки Павлик повинен летіти в Ленінград. Проте в літак захмелілі Саша і Міша помилково відправляють замість Павлика напівсонного Женю.
Прокинувшись вже в Пулковському аеропорту і не помітивши різниці, п'яний Женя бере таксі і називає таксисту свою домашню адресу. Піднявшись до квартири, яку він вважає своєю, Женя відкриває замок своїм ключем. У квартирі панує розгардіяш після новосілля, і знесилений від довгого дня та алкоголю Женя засинає.
Через деякий час у квартиру повертається вчителька Надя Шевельова. Вона готується зустріти Новий рік зі своїм нареченим Іпполітом. Надя з жахом виявляє у себе в будинку сплячого незнайомця і намагається його розбудити та виставити, поки не прийшов Іпполіт. Лукашин всіляко чинить опір: з його точки зору, стороння жінка увірвалася в його квартиру і з невідомої причини жене його геть. В результаті метушливого пояснення і взаємного пред'явлення паспортів з'ясовується правда: Галя чекає Женю в Москві, а він знаходиться в Ленінграді, куди в минулому вже втік від попередньої нареченої. У відповідь Іпполіт влаштовує Наді сцену ревнощів, і Женя йде. Однак незабаром він виявляє, що грошей на квиток до Москви у нього немає, і тому повертається, щоб попросити в борг. Надя погоджується допомогти йому, що викликає новий спалах ревнощів у Іпполіта, який у гніві йде. Тим часом Женя намагається наздогнати Іпполіта, але марно. Надя дозволяє протверезілому Жені залишитися, щоб він міг додзвонитися до Галі і пояснити, що відбувається. Але та не хоче його слухати.
Вимушено перебуваючи в одній квартирі, герої поступово починають перейматися один до одного симпатією…

## У ролях
- Андрій М'ягков — Євген Михайлович Лукашин (Женя)
- Барбара Брильська — Надія Василівна Шевельова (Надя)
- Юрій Яковлєв — Іпполіт Георгійович, чоловік з яким зустрічається Надія
- Любов Добржанська — Марина Дмитрівна, мати Жені
- Ольга Науменко — Галя, наречена Жені
- Георгій Бурков — Мишко, друг Жені
- Олександр Ширвіндт — Павлик, близький друг Жені
- Олександр Бєлявський — Саша, друг Жені
- Лія Ахеджакова — Таня, подруга і колега Наді
- Валентина Тализіна — Валя, подруга і колега Наді
- Любов Соколова — Ольга Миколаївна, матір Наді
- Готліб Ронінсон — пасажир з Красноярська
- Ельдар Рязанов — пасажир літака

### Не вказані в титрах
- Олена Наумкіна — епізод
- Микола Погодін — гість із баяном
- Олександр Постников — перехожий
- Борис Руднєв — таксист

## Знімальна група
- Автори сценарію: Еміль Брагінський, Ельдар Рязанов
- Режисер: Ельдар Рязанов
- Оператор: Володимир Нахабцев
- Художник: Олександр Борисов
- Звукооператор: Юрій Рабинович
- Композитор: Мікаел Таривердієв
- Диригент: Георгій Гаранян
- Мультиплікаційна заставка на початку фільму: Віталій Пєсков
- Директор картини: Юхим Голинський

## Пісні та вірші
| Назва українською                        | Оригінальна назва                      | Автор тексту       | Виконавець пісні/віршів             |
| Зі мною ось що відбувається              | Со мною вот что происходит             | Євген Євтушенко    | Сергій Нікітін                      |
| Нікого не буде в домі...                 | Никого не будет в доме...              | Борис Пастернак    | Сергій Нікітін                      |
| По вулиці моїй                           | По улице моей                          | Белла Ахмадуліна   | Алла Пугачова                       |
| На Тихорецьку потяг відправиться         | На Тихорецкую состав отправится        | Михайло Львовський | Алла Пугачова                       |
| Якщо у вас немає тітки                   | Если у вас нету тёти                   | Олександр Аронов   | Сергій Нікітін                      |
| Мені подобається, що ви хворі не мною... | Мне нравится, что Вы больны не мной... | Марина Цветаєва    | Алла Пугачова                       |
| Я спитав у ясеня                         | Я спросил у ясеня                      | Володимир Киршон   | Сергій Нікітін                      |
| У дзеркала                               | У зеркала                              | Марина Цвєтаєва    | Алла Пугачова                       |
| Балада про прокурений вагон              | Баллада о прокуренном вагоне           | Олександр Кочетков | Андрій М'ягков і Валентина Тализіна |

У 2014 році радіостанція «Срібний дощ» включила платівку з піснями з кінофільму в свій перелік «50 культових пластинок фірми "Мелодія"».

## Зйомки
Зйомки фільму почалися в січні 1975 року. Як типовий будинок за адресою 3-тя вулиця Будівельників, 25 у фільмі зняті два панельних будинки, які розташовані в московському районі Тропарьово-Нікуліно за адресами: проспект Вернадського, 113 (будинок Наді Шевельової) і проспект Вернадського, 125 (будинок Жені Лукашина). В реальності ж прототипи «типового» будинку були побудовані за експериментальним проектом, реалізованого за трьома будівлями на цьому проспекті.
У будинку Жені Лукашина (проспект Вернадського, 125) ще в 1973 році зняли фільм «Біля цих вікон…». Там знімалися молоді, ще неодружені Наталія Гвоздікова і Євген Жариков, свою першу маленьку роль зіграв Олександр Абдулов. У цьому фільмі більш докладно і достовірно показані під'їзд, сходова клітка і ліфти будинку.
У 2003 році на стіні будинку, де жив герой фільму Женя Лукашин, була встановлена меморіальна табличка, урочисто відкрита за участю Ельдара Рязанова. Алюмінієву пластину вкрали на наступний день. У 2007 році бронзові таблички з'явилися на двох будинках — Жені та Наді, але табличка на будинку 125 знову була вкрадена.

### Кінопроби
Роль Галі спочатку повинна була грати Наталія Гвоздікова.
Женю Лукашина міг зіграти Андрій Миронов, однак говорити про те, що він «не користувався успіхом у жінок», за сюжетом було неможливо — ніхто б не повірив. Тому його кандидатуру довелося відхилити. Сам Рязанов рекомендував Миронову придивитися до ролі Іполита, але Миронову цей персонаж був нецікавий. Також на цю роль пробувалися Олег Даль, Петро Вельямінов, Станіслав Любшин і Інокентій Смоктуновський, а Мягкова взяли практично випадково.
На роль Наді Шевельової пробувалися багато радянських актрис — Людмила Гурченко, Валентина Тализіна, Світлана Немоляєва, Ольга Волкова, Антоніна Шуранова, Марина Мерімсон. Однак Рязанов вважав ці проби невдалими. Після перегляду польського фільму «Анатомія кохання», де головну жіночу роль (Єва) виконала Барбара Брильська, Рязанов вирішив запросити цю акторку на проби «Іронії».
На роль Іполита був спочатку затверджений Олег Басилашвілі. Однак під час зйомок помер його батько, а потім пішов з життя актор Юхим Копелян, колега Басилашвілі по ВДТ, в зв'язку з чим Басилашвілі не зміг приїхати на зйомки. З цієї причини на початку березня Рязанов запросив на цю роль Юрія Яковлєва. Коли Надя у фільмі підбирає зі снігу викинуту Женею з вікна фотографію Іполита, на ній зображений Басилашвілі.

## Нагороди
- 1976 - «Іронія долі» визнана за опитуванням журналу «Радянський екран» кращим фільмом року.
- 1976 - Андрій Мягков визнаний кращим актором СРСР за опитуванням журналу «Радянський екран»[21].
- 1976 - Аллі Пугачовій був повністю присвячений відбірковий випуск Всесоюзного телевізійного фестивалю «Пісня-76» від 25 вересня 1976, де з 8 пісень вона виконала в тому числі і 4 пісні з кінофільму:
  - «На Тихорецьку»
  - «Мені подобається»
  - «По вулиці моїй»
  - «У дзеркала»[22].
- 1977 - Державна премія СРСР. Нагороджені:
  - режисер: Ельдар Рязанов;
  - виконавці головних ролей: Андрій М'ягков і Барбара Брильська;
  - композитор: Мікаел Таривердієв;
  - оператор: Володимир Нахабцев;
  - автор сценарію: Еміль Брагінський.

## Факти

Кадр з помилкою

- У титрах, які відкривають фільм, допущена помилка: у слові «исключительно» пропущена буква «л».
- На початку фільму у виконанні Сергія Нікітіна звучить пісня на вірш Євгена Євтушенка «Зі мною ось що відбувається», який вже з'являвся на телеекранах (в знятому чотирма роками раніше телефільмі «Холодно — гаряче»), але без музики.
- У Москві з 1958 року існувала 3-тя вулиця Будівельників, але в 1963 році вона була перейменована у вулицю Марії Ульянової[14], а будинок 25 по цій вулиці - хрущовська панельна п'ятиповерхівка, на якій була встановлена табличка про фільм у вигляді портфеля з віником. П'ятиповерхівка була знесена в 2015 році, але табличка була збережена колишніми мешканцями[23]. У Ленінграді 3-й вулиці Будівельників не існувало ніколи, зате з 1955 по 1962 рік існували відразу дві вулиці Будівельників: одна - в промзоні Красногвардійського району (нині ця вулиця носить назву Бокситогорська), друга - в Кіровському районі (нині - вулиця Маринеско[джерело не вказане 3505 днів]). У 2016 році в рамках будівництва другої черги космодрому Східний в ЗАТО Ціолковський з'явилася 3-тя вулиця Будівельників, як увічнення пам'яті Ельдара Рязанова (1-й і 2-й вулиці Будівельників в місті немає)[24].
- На початку фільму Женя і Галя в розмові кілька разів згадують Катанян, який запрошував їх до себе зустрічати Новий рік. Василь Катанян - це людина, спільно з яким в 1950-і роки Рязанов знімав документальні фільми[25][26]. Це прізвище згадується також в інших фільмах Рязанова — «Забута мелодія для флейти», «Вокзал для двох» і «Привіт, дурні!».
- В одному з епізодів фільму по телевізору йде стрічка «Солом'яний капелюшок». Зокрема, на екрані видно Людмилу Гурченко, яку Ельдар Рязанов зняв в п'яти своїх фільмах. В цьому ж епізоді разом з Людмилою Гурченко можна побачити і Андрія Миронова, який пробувався на роль Жені, але не був затверджений, а також знімався у Рязанова Зіновій Гердт. Послідовність епізодів «Солом'яного капелюшка» в «Іронії долі» порушена.
- В одній зі сцен Надя вимовляє фразу: «Я забыла одеть праздничное платье», в той час як за нормами російської мови повинно вживатися дієслово «надеть».

## Видання
У 1980-і роки в СРСР фільм почав випускатися відеокомпанією «Відеопрограма Держкіно СРСР» на відеокасетах в системі SECAM. З 1990 року фільм випущений на відеокасетах кінооб'єднанням «Крупний план», в 1995-1999 роках спільно з компанією «ВідеоМир», зі звуком Hi-Fi Stereo і в системі PAL.
У 1998 році фільм був вперше випущений на DVD Lizard Cinema Trade спільно з «Крупним планом».
У 2001 році фільм був випущений компанією «Твістер» на DVD зі звуком Dolby Digital 5.1 з російськими та англійськими субтитрами.
У 2002 році фільм був перевипущений компанією «RUSCICO» з російськими, англійськими, німецькими, французькими та іспанськими субтитрами.
У 2003 році фільм був повністю відреставрований і випущений кіновідеооб'єднанням «Крупний план».
Також у 2007 році фільм був перевипущений «Крупним планом» спільно з «Вітчизняне кіно XX століття».
Також фільм був показаний у відреставрованому FullHD варіанті на телеканалі «Росія-1».

## Культурний вплив
У 1981 році на XXVI з'їзді КПРС Леонід Брежнєв в своєму звітній доповіді згадав фільм:
«Не треба пояснювати, як важливо, щоб все навколишнє нас несло на собі печать краси, гарного смаку. Олімпійські об'єкти і деякі житлові квартали Москви, відроджені перлини минулого і нові архітектурні ансамблі Ленінграда, новобудови Алма-Ати, Вільнюса, Навої, інших міст - це наша гордість. І все ж містобудування в цілому потребує більшої художньої виразності і різноманітності. Щоб не вийшло, як у історії з героєм фільму, який, потрапивши за іронією долі в інше місто, не зміг там відрізнити ні будинок, ні квартиру від своєї власної. (Пожвавлення в залі. Оплески.)»
Мовою оригінала:

«Не надо объяснять, как важно, чтобы всё окружающее нас несло на себе печать красоты, хорошего вкуса. Олимпийские объекты и некоторые жилые кварталы Москвы, возрождённые жемчужины прошлого и новые архитектурные ансамбли Ленинграда, новостройки Алма-Аты, Вильнюса, Навои, других городов — это наша гордость. И всё же градостроительство в целом нуждается в большей художественной выразительности и разнообразии. Чтобы не получалось, как в истории с героем фильма, который, попав по иронии судьбы в другой город, не сумел там отличить ни дом, ни квартиру от своей собственной. (Оживление в зале. Аплодисменты.)»
- У 2006 році Юрій Яковлєв і Барбара Брильська заново виконали свої ролі в музичному фільмі «Перший швидкий», де Брильську знову озвучила Тализіна. В одному з епізодів Надя зустрічається з Іполитом, і з їхньої розмови з'ясовується, що Надя не вийшла заміж за Лукашина, бо він знову пішов до лазні і помилково полетів в інше місто. Іполит так і не одружився, бо все життя чекав Надю.
- У 2007 році режисер Тимур Бекмамбетов зняв сиквел «Іронія долі. Продовження». Згідно з сюжетом фільму, Надя повернулася до Іполита, а Лукашин - до Галі; у обох пар народилися діти, але сім'ї все одно розпалися. Основна сюжетна лінія - долі сина Лукашина і дочки Наді, з якими повторюються події оригінального фільму.
- У серії «Іронія любові» серіалу «Щасливі разом», знятої у 2008 році, Гена Букін також пішов в баню зі своїми друзями і за такою ж помилково потрапив в схожу квартиру в Красноярську, де також познайомився з господинею квартири. Її роль виконала Марія Сьомкіна.
- У 2012 році режисер Віктор Шаміров зняв незалежний фільм «Зі мною ось що відбувається», в якому звучить однойменна пісня у виконанні Гоші Куценка, а також є відсилання до картини Рязанова.
- У 2013 році в Індії був знятий фільм з назвою «Я люблю Новий рік», сюжет якого ідентичний фільму Рязанова. Героям фільму дані індійські імена, а замість Москви і Ленінграда фігурують Чикаго і Нью-Йорк, куди, за сюжетом, прилітає герой. Індійські продюсери замовчують про запозичення ідеї і сюжету фільму з радянської кінокомедії[28][29][30]. Втім, судова справа щодо індійців про плагіат не порушувалася.

### Пародії
- «Іронія долі» в різний час пародіювалася в передачах «Обережно, модерн!»[31], «Оба-на!»[32], Comedy Club, «Городок»[33], «Вечірній Ургант», а також неодноразово - в КВН[34][35][36][37][38][39][40].
- Кілька разів фільм пародіювався в програмі «Велика різниця»:
  - «Іронія долі» з іноземними режисерами і акторами (також пародіювалися Джеймс Бонд, Джекі Чан, Арнольд Шварценеггер, Роуен Аткінсон в ролі Містера Біна, Стівен Спілберг та інші)[41];
  - «Іронія долі» зі спецефектами і рекламними вставками[42];
  - «Іронія долі» в стилі фільму «Аватар»[43];
  - «Іронія долі» в японському стилі[44]. Крім того, пародія на фільм показувалася і в передачі «„Велика різниця“ в Казахстані»[45].
- У шоу «Вечірній Ургант» показувалася пародія на фільм, де ролі головних героїв виконали діти з рубрики «Погляд знизу».

## Скандали

### Непотрапляння фільму до «Списку відеопродукції, забороненої до розповсюдження в Україні»
Після захоплення Криму в Україні Росією у 2014 році, у наступні роки кілька головних акторів стрічки незаконно відвідували окупований Крим вже після 2014 року. Так незаконно відвідали окупований Крим вже після 2014 року головні актори стрічки Олександр Ширвіндт (помер 15 березня 2024 року) та Валентина Тализіна (померла 21 червня 2025 року). Хоча Мінкульт в порушення законів України ще й досі не внесли Ширвіндта до Переліку осіб, які створюють загрозу нацбезпеці України, однак хоча б з Тализіною закони України було виконано й у жовтні 2015 року вона потрапила до Переліку осіб, які створюють загрозу нацбезпеці України у зв'язку з її антиукраїнськими діями.
Відповідно до закону України «Про внесення змін до деяких законів України щодо захисту інформаційного телерадіопростору України» від 2015 року, Держкіно України має забороняти показ на території України усієї відеопродукуції, у якій брала участь особа з Переліку осіб, які створюють загрозу нацбезпеці України. Однак не зважаючи на повідомлення у деяких українських ЗМІ про те, що Держкіно у жовтні 2015 року внесло фільм «Іронія долі» до списку відеопродукції, забороненої в Україні цього насправді не сталося і станом на 2021 рік Держкіно продовжує порушувати закони України, не вносячи фільм «Іронія долі» до списку відеопродукції, забороненої в Україні. Ба більше, Нацрада з радіо та ТБ навіть виносила кілька попереджень кільком українським телеканалам, як от СТБ та Інтер, за незаконний показ фільму у грудні 2017 року оскільки у цьому фільмі є актори з Переліку осіб, які створюють загрозу нацбезпеці України (і законність цього попередження була підтверджена українським судом у 2020 році) однак юридично Держкіно станом на 2021 рік досі не внесла фільм «Іронія долі» до списку відеопродукції, забороненої в Україні, бо як неодноразово заявляли представники Держкіно, вони нібито "не зобов'язані забороняти показ в Україні фільму "Іронія долі" навіть якщо у ньому є актори з "Переліку осіб, які створюють загрозу нацбезпеці України", оскільки відповідний закон нібито "зобов'язує їх забороняти показ в Україні фільмів де є митці з "Переліку осіб, які створюють загрозу нацбезпеці України" виключно для фільмів вироблених після 1991 року", а на фільми до 1991 року він нібито "не поширюється".
Українська громадськість неодноразово проводила протести адресовані до Держкіно, Нацради з радіо та ТБ, та Мінкульту у зв'язку з невнесенням фільму «Іронія долі» до списку відеопродукції, забороненої в Україні, зокрема протести проходили у 2017 році тощо.